# Мауро Каморанези
Мауро Херман Каморанези Сера (итал. Mauro Germán Camoranesi Serra; 4. октобар 1976, Тандил) је тренер и бивши италијански фудбалер аргентинског порекла.

## Каријера
Каморанези је започео каријеру у клубу Алдозиви, да би касније наставио у мексичкој Сантос Лагуни. Након играња за Монтевидео вондерерсе, Банфилд и Круз Азул, Каморанези је 2000. отишао у Италију и играо за Верону.
У Верони је играо две године и потписао сувласнички уговор са Јувентусом, да би трајни уговор потписао 26. јуна 2003. Са Јувентусом је освојио Серију А сезоне 2002/03, и два пута трофеј Суперкупа Италије 2002. и 2003. Серију А је освојио и 2004/05. и 2005/06. сезоне, али су те титуле Јувентусу одузете због скандала око намештања утакмица. Јувентус је испао тако у Серију Б, али Каморанези није напустио клуб. Играо је јако добро за Јувентус у сезони 2007/08. када се клуб вратио у Серију А, и самим тим је проглашен за најбољег играча у сезони по избору часописа „Guerin Sportivo“.
У лето 2010. је прешао у Штутгарт за који је играо кратко, након чега се вратио у Аргентину где је играо за Ланус. Јула 2012. је прешао у Расинг Авељанеду где је завршио каријеру.

## Репрезентација
Каморанези је стекао право на италијанско држављанство због тога што је његов прадеда емигрирао из Потенца Пичене, која се налази у италијанској регији Марке, у Аргентину. Његово двојно држављанство му је омогућило да може да бира за коју ће репрезентацију наступати, и тако га се први сетио тадашњи италијански селектор Ђовани Трапатони. Трапатони је позвао Каморанезија у репрезентацију за пријатељски меч са Португалијом 12. фебруара 2003.
Са репрезентацијом Италије је освојио Светско првенство 2006, а последње наступе је имао на Светском првенству 2010. За репрезентацију је одиграо 55 мечева и постигао 5 голова.

## Трофеји

### Јувентус
- Серија А : 2002/03, 2004/05, 2005/06.
- Суперкуп Италије : 2002, 2003.
- Серија Б : 2006/07

### Италија
- Светско првенство 2006.

### Индивидуални
- Најбољи играч сезоне у Серији А по избору часописа „Guerin Sportivo“: 2007/08